# Hermann Wildermuth

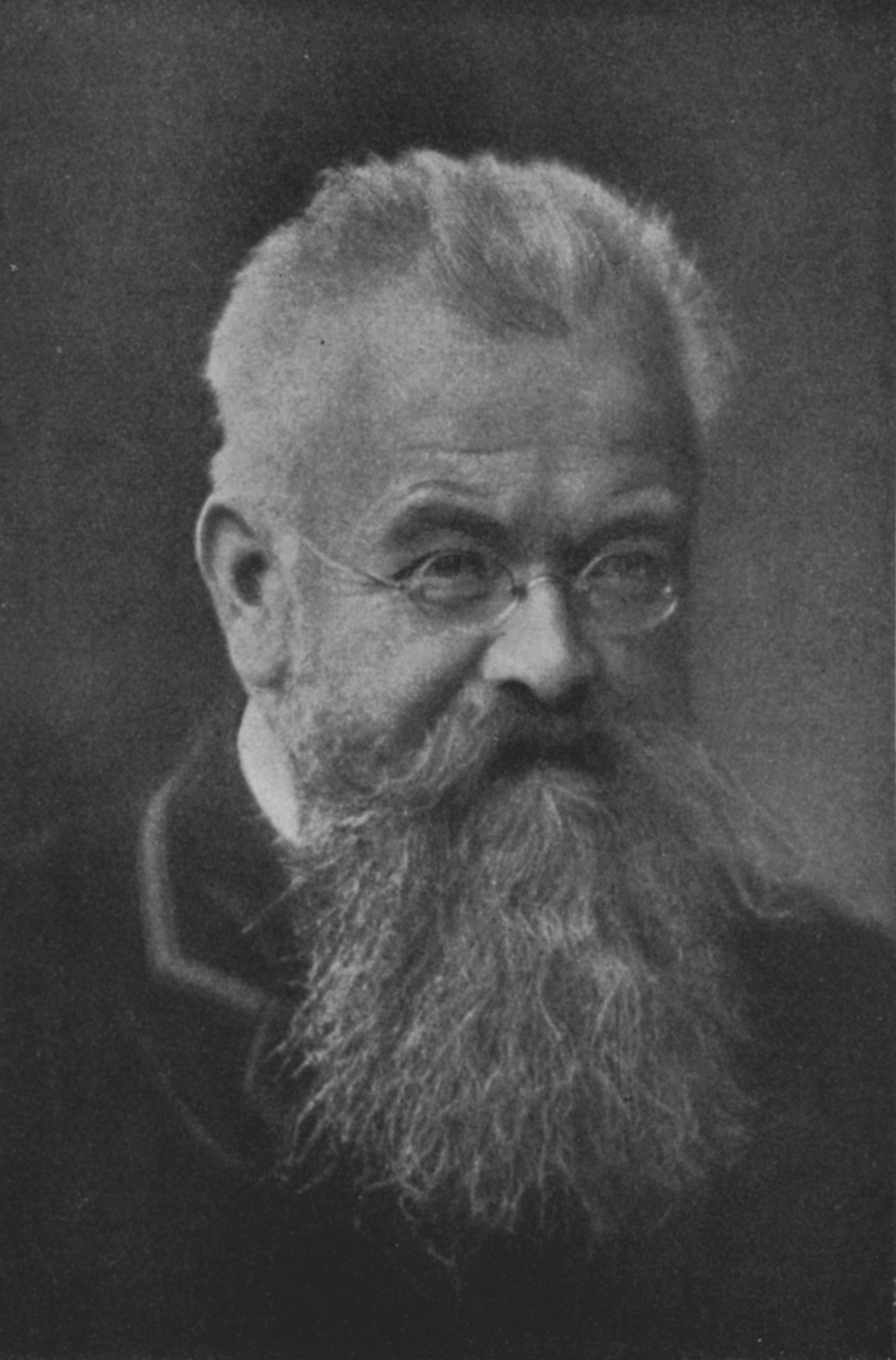
Hermann Wildermuth, Heliogravüre von Hermann Widensohler

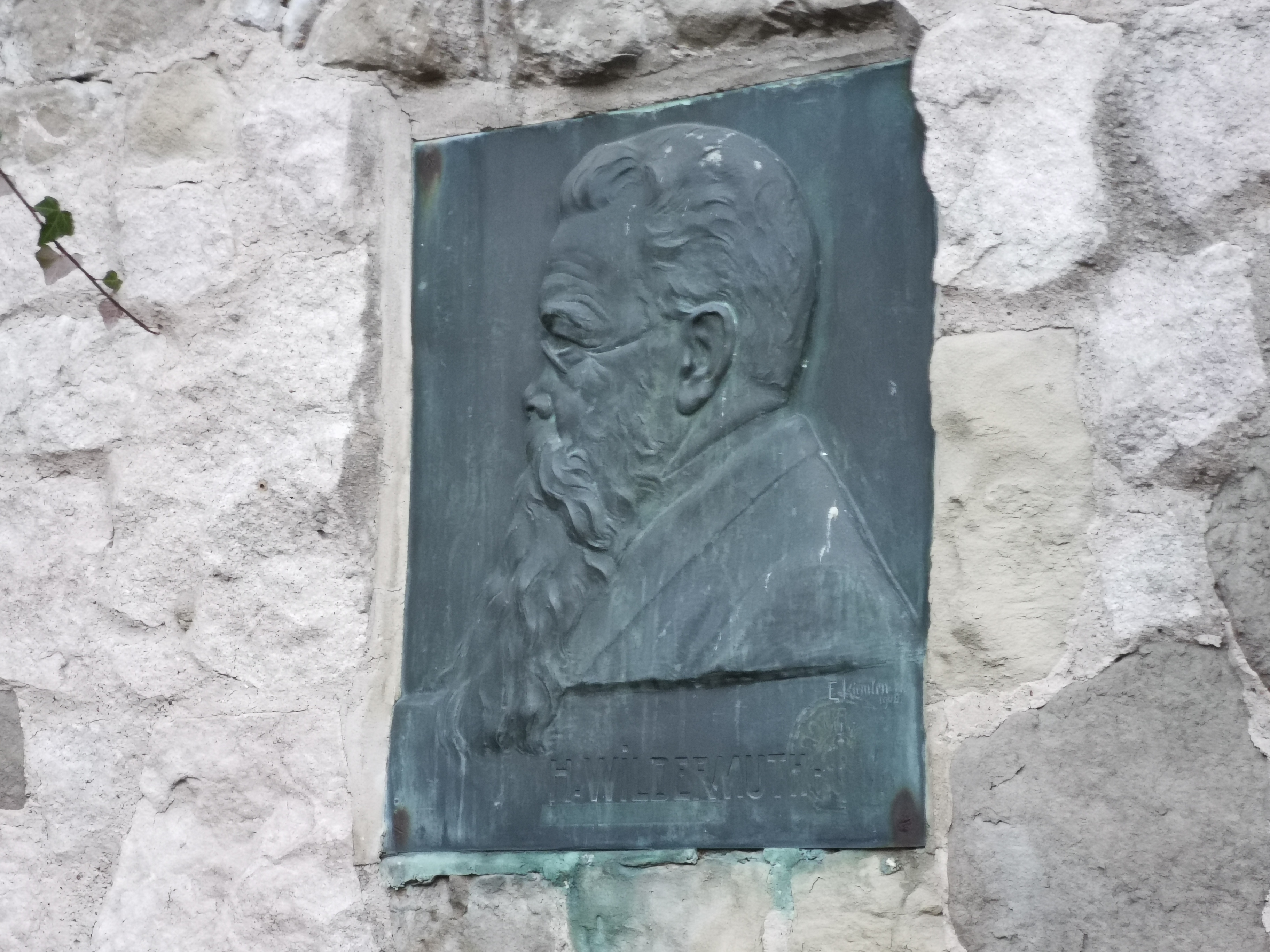
Denkmal an der Mauer vom Schloss Stetten

Hermann Wildermuth (* 28. April 1852 in Tübingen; † 22. Mai 1907 ebenda) war ein deutscher Psychiater.  

## Leben
Wildermuth war der Sohn der schwäbischen Schriftstellerin und Jugendbuchautorin Ottilie Wildermuth. Hermann Wildermuth studierte Medizin in Tübingen, Leipzig und Wien. 1872 wurde er Mitglied der Tübinger Studentenverbindung Akademische Gesellschaft Stuttgardia. 1877 wurde Wildermuth in Tübingen promoviert. Er arbeitete als Sanitätsrat und leitender Arzt der inneren Abteilung im Ludwigsspital in Stuttgart und an der Irrenanstalt zu Winnenden.
1889 heiratete er Meta, geb. Glitsch. Das Paar hatte drei Söhne, darunter Eberhard Wildermuth, Bundesminister für Wohnungsbau im ersten Kabinett Konrad Adenauers.
Hermann Wildermuth liegt auf dem Stadtfriedhof Tübingen begraben.

## Veröffentlichungen
- Die lufthaltigen Nebenräume des Mittelohres beim Menschen. Tübingen 1877 (Tübingen, Univ., Diss., 1877).

- Zur Aetilogie der Epilepsie. Stuttgart 1897.
- Über die Aufgaben des Pflegepersonals bei Epileptischen. Marhold, Halle a. S. 1898.
- Das Leuzische Mineralbad Berg Inselbad: Wasserheilanstalt und Sanatorium. Bonz, Stuttgart 1898.